# Live Forever (canción de The Band Perry)
«Live Forever» —en español: «Vivir para siempre»— es una canción grabada por el grupo de música country The Band Perry. Fue lanzado el 14 de agosto de 2015, por Republic Nashville como el primer sencillo de su tercer álbum de estudio, Heart + Beat (2016).

## Antecedentes
La canción fue escrita por Kimberly Perry, Reid Perry, Neil Perry, Jenna Andrews, Nadir Khayat, Jakke Erixson, Karl-Ola Kjellhol, y producido por Dann Huff y RedOne. Se anunció por primera vez en semanal de Billboard Country Update el 3 de agosto de 2015 y fue lanzado el 14 de agosto de 2015.

## Video musical
El video de «Live Forever» estrenado en CMT en 15 de agosto de 2015. Y fue filmado en La Vergne, Tennessee y dirigido por Colin Tilley.

## Presentaciones en vivo
The Band Perry estrenó la canción en vivo en Good Morning America el 14 de agosto de 2015.

## Lista de canciones
- Descarga digital[6]

1. "Live Forever" – 3:52

## Posicionamiento en listas
| Listas (2015)                              | Mejor posición |
| ------------------------------------------ | -------------- |
| Canada Country (Billboard)                 | 30             |
| Estados Unidos Country Airplay (Billboard) | 27             |
| Estados Unidos (Hot Country Songs)         | 29             |

## Historial de lanzamientos
| País           | Fecha                | Format(os)         | Discográfica       | Ref    |
| -------------- | -------------------- | ------------------ | ------------------ | ------ |
| Canadá         | 14 de agosto de 2015 | Descarga de música | Republic Nashville | [ 10 ] |
| Estados Unidos | 14 de agosto de 2015 | Descarga de música | Republic Nashville | [ 6 ]  |
| Estados Unidos | 24 de agosto de 2015 | Country radio      | Republic Nashville | [ 11 ] |